# Чарвакська ГЕС
Чарвакська ГЕС — гідроелектростанція в Узбекистані. Знаходячись перед Ходжикентською ГЕС, становить верхній ступінь каскаду на річці Чирчик, правій притоці Сирдар'ї (басейн Аральського моря).
У межах проєкту річку дещо нижче злиття її витоків Пскему, Коксу та Чаткалу перекрили кам'яно-накидною греблею із глиняним ядром висотою 168 метрів та довжиною 764 метри, яка потребувала 18,8 млн м3 матеріалу. Вона утворила витягнуте на 22 км водосховище з площею поверхні 40 км2 та об'ємом 2006 млн м3 (корисний об'єм 1580 млн м3).
Через два тунелі довжиною  0,77 км та 0,85 км з діаметром 9 метрів ресурс подається до пригреблевого машинного залу. Тут встановили чотири турбіни типу Френсіс потужністю по 155 МВт, які використовували напір у 148 метрів та повинні були забезпечувати виробництво 2 млрд кВт·год електроенергії на рік. У 2016 році завершили модернізацію трьох гідроагрегатів, котра збільшила потужність кожного з них на 15 МВт та повинна сприяти додатковому виробництву 120 млн кВт·год електроенергії на рік.
Видача продукції відбувається по ЛЕП, розрахованій на роботу під напругою 220 кВ.
Також варто відзначити, що Чарвакське водосховище відіграє ключову роль у забезпеченні зрошення 300 тисяч гектарів земель у долині Чирчику.